# Круглий стіл національної єдності
Кру́глий стіл націона́льної є́дності — круглий стіл на вирішення сепаратистської кризи, посталої на сході України (Донеччина, Луганщина) у 2014 році.

## Перше засідання
Перше засідання відбулось 14 травня 2014 року у Верховній Раді.  
| Мета     | |
| Завдання | меморандум про порозуміння, який має бути затверджений парламентом, реформу місцевого самоуправління та звернутися до країн-гарантів безпеки України, підписантів женевських домовленостей та Євросоюзу із закликом сприяти збереженню цілісності держави |

Завдання круглого столу: 
Учасники
взяли участь депутати парламенту, кандидати в президенти України (Тимошенко, Тігіпко), політики, представники духовенства.
- Голова Верховної Ради Турчинов Олександр Валентинович
- Прем’єр-міністр Яценюк Арсеній Петрович

Лідери  парламентських фракцій:Єфремов Сергій Олександрович, 
голова Донецької ОДА Тарута Сергій Олексійович
Ахметов, запрошений до столу, не прибув, але оголосив попередньо телезвернення зі своєю позицією. Представники місцевої влади Сходу України та самопроголошеної "Донецької народної республіки" запрошені не були.
Представники громадськості:
міський голова Донецька Лук'янченко Олександр Олексійович
Всі учасники дискусії погодилися із необхідністю залучати до діалогу представників заколотників від Луганської та Донецької областей. 
Відкрив засідання Турчинов, далі слово передав Кравчукові, що вів хід круглого столу.

## Другий
Другий Загальноукраїнський круглий стіл національної єдності було проведено у суботу 17 травня 2014 року в Харкові.

## Третій
Третій Загальноукраїнський круглий стіл національної єдності було проведено 21 травня 2014 року в Миколаєві у приміщенні Чорноморського університету імені Петра Могили. Він розпочався о 13:30, за участі прем'єр-міністра Арсенія Яценюка.
Напередодні, 20 травня, Верховна Рада ухвалила Меморандум миру.
Спочатку Другий, потім Третій круглий стіл планувалося провести у Донецьку, але з міркувань безпеки було перенесено.